# 23844 Раґгвендра
23844 Раґгвендра (23844 Raghvendra) — астероїд головного поясу, відкритий 17 серпня 1998 року.
Тіссеранів параметр щодо Юпітера — 3,548.